# Cité-centre
Cité-centre est un terme administratif désignant le centre-ville de Genève (Suisse).

## Géographie

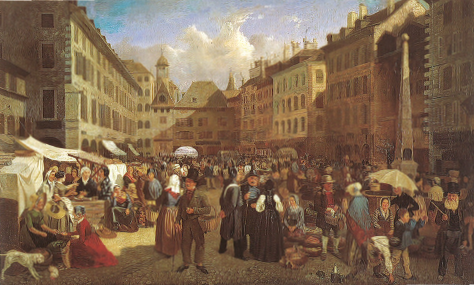
La place du Molard en 1843.

Partie du secteur administratif de Genève-Cité, le quartier de Cité-centre se divise en quatre parties principales :
- la ville haute ou Cité : située sur la colline surplombant Genève et dominée par la silhouette de la cathédrale Saint-Pierre
- la ville basse : le quartier des Rues basses et de Rive qui regroupent les principales artères commerçantes (rue de la Confédération, rue du Marché, rue de la Croix-d'Or, rue de Rive, rue du Rhône, etc.) ainsi que certaines des plus anciennes places de la ville (Molard, Fusterie et Longemalle)
- les quartiers des Tranchées et de Saint-Léger situés à l'emplacement des anciennes fortifications orientales de Genève
- le quartier bancaire de Hollande et celui environnant le parc des Bastions

La vieille-ville de Genève, qui constituait la ville médiévale fortifiée, est constituée de Cité-centre et du quartier de Saint-Gervais. Cité-centre occupe la rive gauche du Rhône, et Saint-Gervais la rive droite.

## Histoire
Cette élévation de terrain abrite d'abord l'oppidum de Genava, peuplé par les Allobroges. Ce nom est quasiment l'homonyme de celui de Genua (actuelle Gênes) en Italie, la particule « gen- » signifiant « embouchure ». Devenue ville romaine puis ville médiévale fortifiée, elle est ceinte de remparts jusqu'au XIXe siècle.

## Institutions

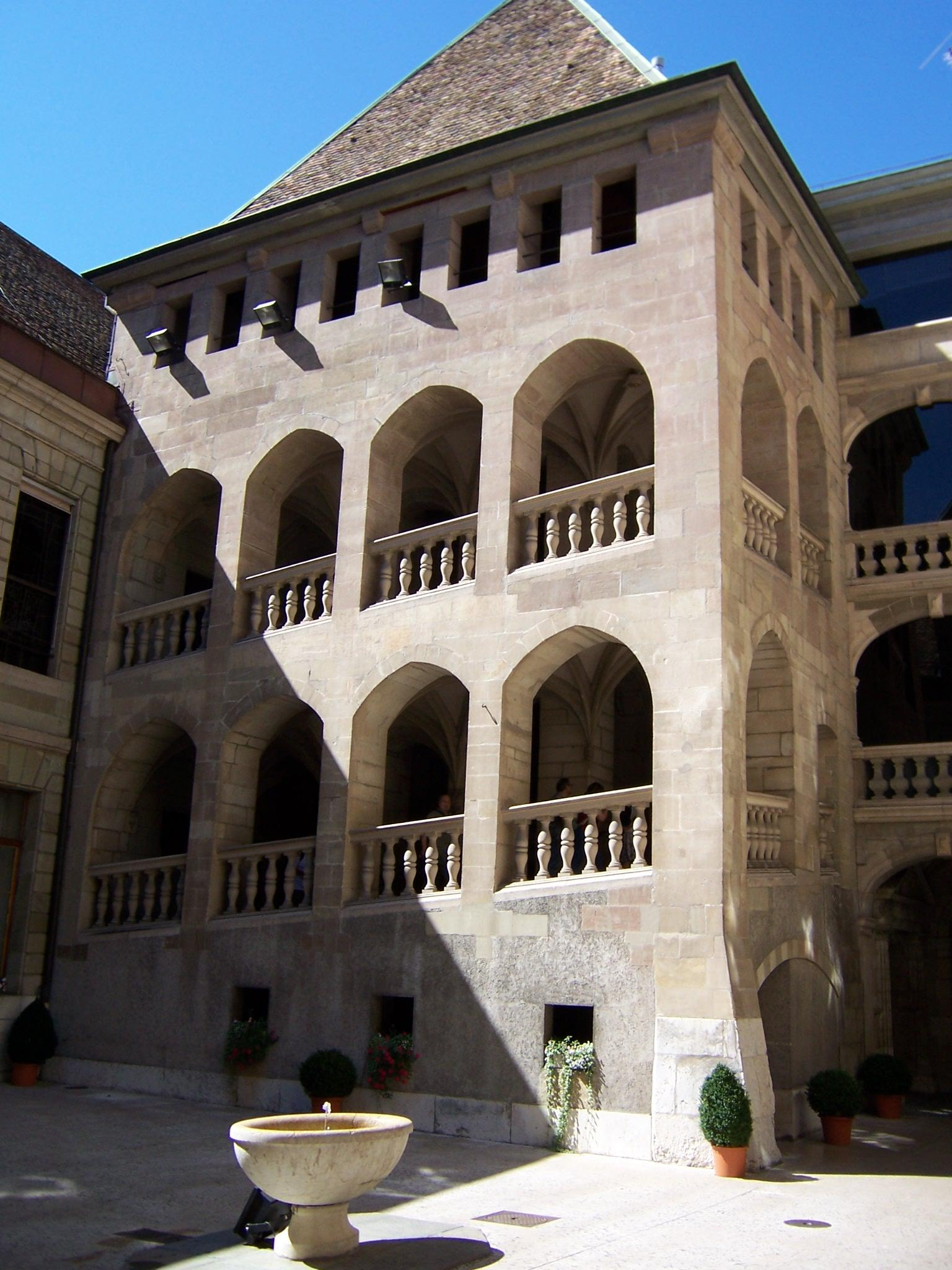
Rampe de l'Hôtel-de-Ville.

### Hôtel-de-Ville
Situé dans la rue qui porte son nom, en face de l'ancien arsenal qui abrite les Archives d'État, l'Hôtel-de-Ville, est le siège de la vie politique cantonale et municipale de Genève.
L'édifice s'est développé à partir de la salle des Pas-Perdus et de la Tour Baudet construite en 1455 et qui abrite la salle du Conseil d'État depuis 1488 sans interruption. C'est au milieu du XVIe siècle qu'est construite, par Pernet de Fosses et Nicolas Bogueret, la rampe d'accès; puis, plus tard, au tout début du XVIIIe siècle la salle du Conseil des Deux-Cents, ancêtre de l'actuel Grand Conseil. L'aile nord du bâtiment donnant sur la rue de l'hôtel de ville ainsi que la partie couverte de la cour intérieure, garnie de colonnes est l’œuvre de Faul Petitot au milieu du XVIIe siècle. Jusqu'au XIXe siècle, le bâtiment regroupe les pouvoirs exécutif, législatif et judiciaire du canton de Genève. Il abrite également la Chancellerie d'État qui assure le bon fonctionnement du Conseil d'État.
C'est dans la salle de l'Alabama, située au rez-de-chaussée du bâtiment, qu'est signée la première convention de Genève en 1864.

## Culture

### Religion

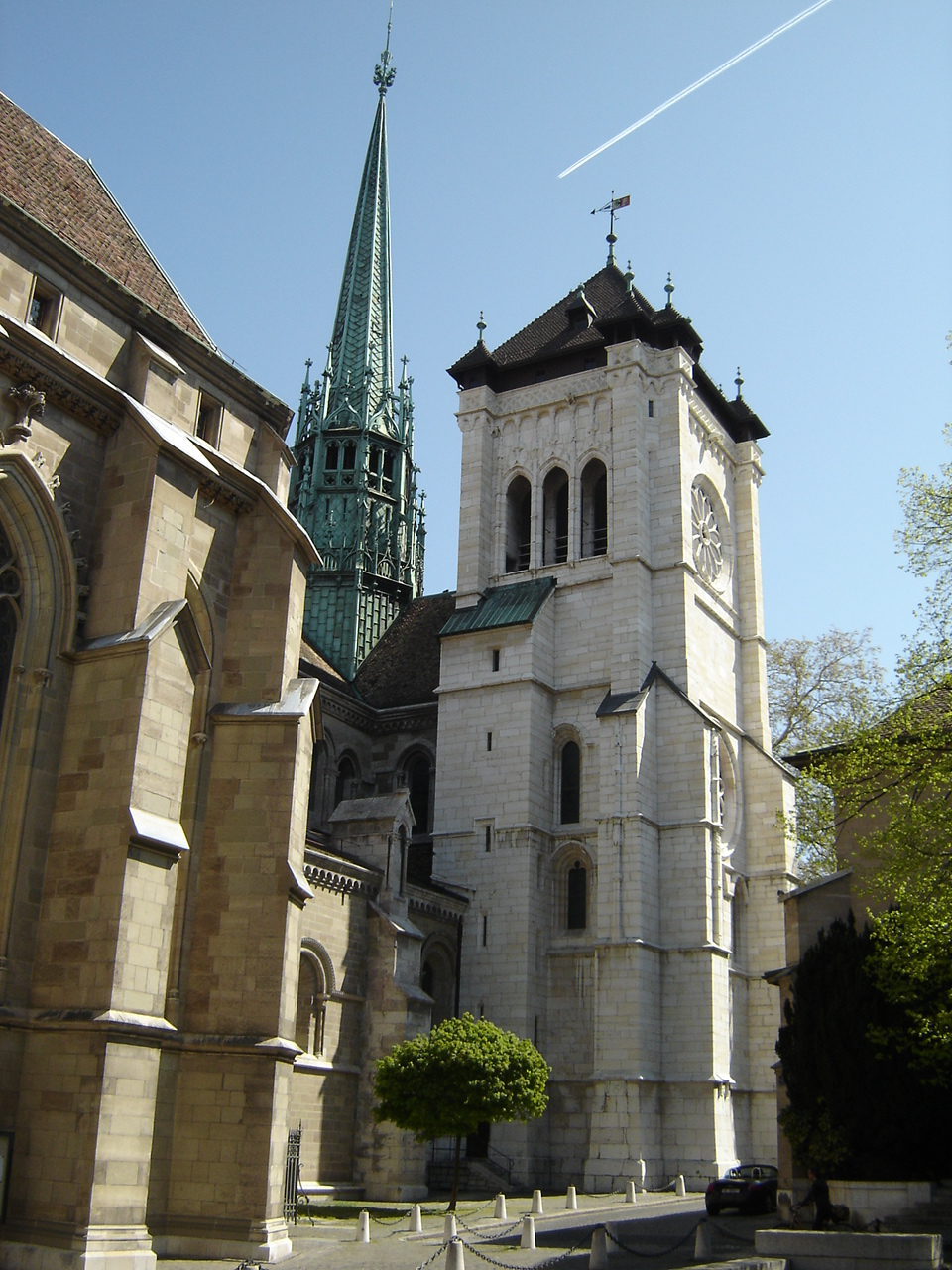
Cathédrale Saint-Pierre, vue de la tour sud.

#### Cathédrale Saint-Pierre
La cathédrale Saint-Pierre, située sur la cour de Saint-Pierre, constitue le principal édifice religieux de la ville. La présence d'une cathédrale et d'un ensemble religieux sur le site de Saint-Pierre est attestée depuis le IVe siècle.
C'est durant le Bas-Empire qu'est construite une cathédrale double (de) avec un baptistère (groupe cathédral). Jusqu'au XIe siècle, la structure évolue jusqu'à la création d'un bâtiment unique mais c'est au XIIe siècle que le premier prince-évêque de Genève, Arducius de Faucigny, entame la construction de l'actuelle cathédrale romano-gothique — combinant le style roman (remarquables chapiteaux historiés) dans les parties anciennes et le style gothique dans les parties les plus récentes — étape qui s'étend de 1150 à 1250. Construite pour le rite catholique, l'avènement de la Réforme protestante, au milieu du XVIe siècle, avec sa philosophie d'austérité bouleverse l'intérieur de l'édifice, le vidant de tout ornement et recouvrant les décors polychromes du Moyen Âge. Seuls les vitraux sont épargnés. Les grands travaux reprennent au XVIIIe siècle avec la réalisation — sur les plans de l'architecte Benedetto Alfieri — du portique gréco-romain entre 1752 et 1756, notamment en raison de la menace d'écroulement de la partie occidentale du bâtiment.
Un site archéologique est installé dans le sous-sol du sanctuaire à la suite du chantier de fouilles, ouvert en 1976 par l'archéologue cantonal Charles Bonnet, qui a marqué le début des recherches de grande ampleur menées sous la cathédrale et ses abords.

#### Église Saint-Germain
L'église de style gothique tardif date du XVe siècle. Elle est construite sur une basilique chrétienne primitive datant du IVe siècle, dans un quartier au tracé urbain resté pratiquement inchangé depuis le Moyen Âge.

#### Église russe

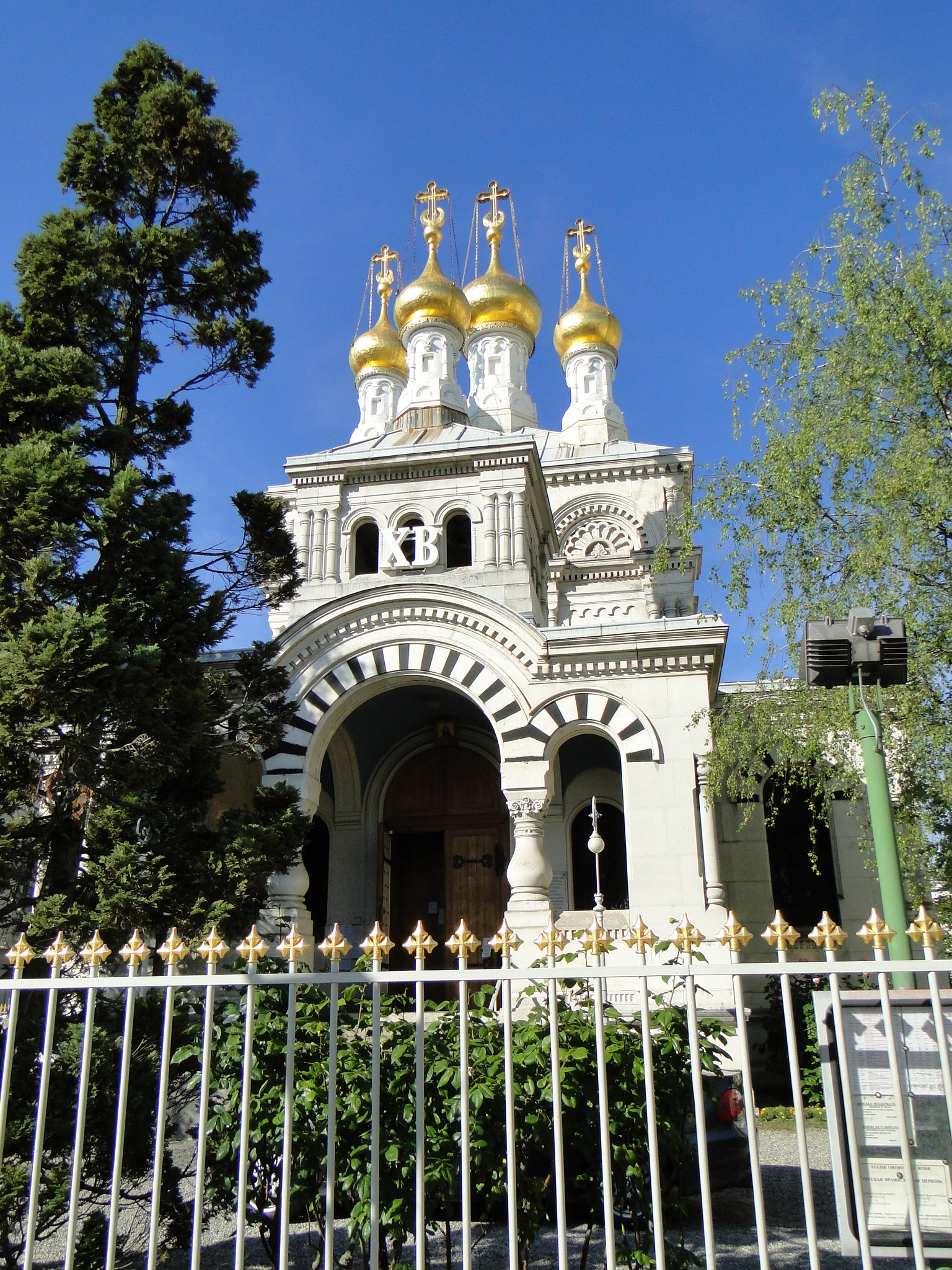
L'Église russe de Genève.

### Arts

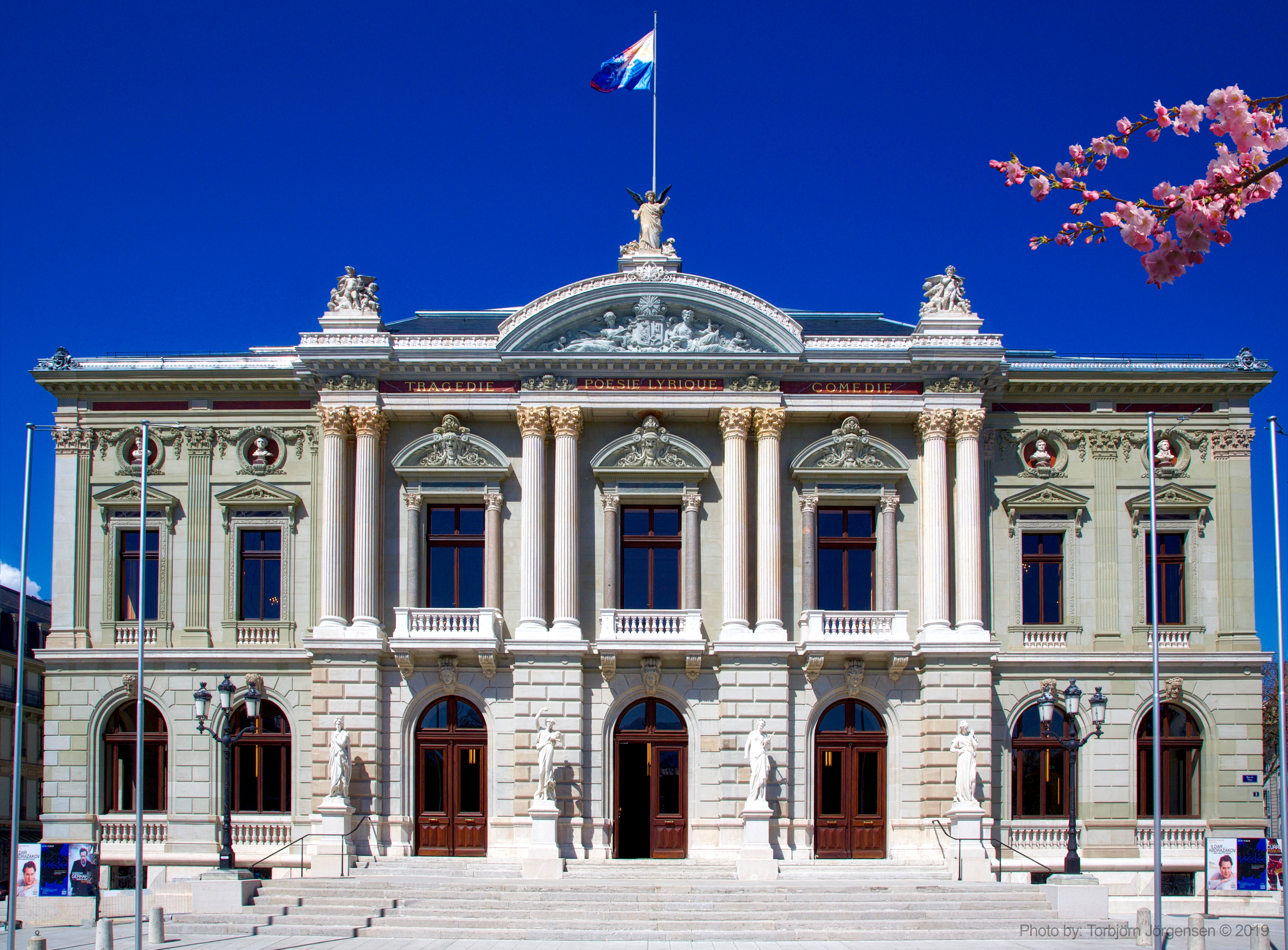
Grand Théâtre.

#### Grand Théâtre
Le Grand Théâtre est l'opéra de Genève construit grâce au legs du duc de Brunswick. Inauguré en 1879 avec la représentation de Guillaume Tell de Rossini, il s'inspire de l'Opéra Garnier de Paris.
Dominant la place, il est ravagé par un important incendie le 1er mai 1951 lors d'une répétition de La Walkyrie. La salle et le toit de l'opéra sont complètement détruits et seules les façades tiennent encore debout à la fin de la journée. Reconstruit, il a rouvert en 1962 avec la version française de Don Carlos.
Le Grand Théâtre présente des ballets, des opéras et des concerts de musique classique.

#### Conservatoire de musique
Le Conservatoire de musique, fondé en 1835 par le financier et mécène François Bartholoni, est historiquement le premier grand conservatoire de musique suisse. Il regroupe l'École de musique destinée aux non professionnels et la Haute école de musique destinée aux élèves musiciens souhaitant faire carrière. Fondation de droit privé, elle est toutefois subventionnée par le département de l'instruction publique du canton de Genève ainsi que par la ville de Genève.

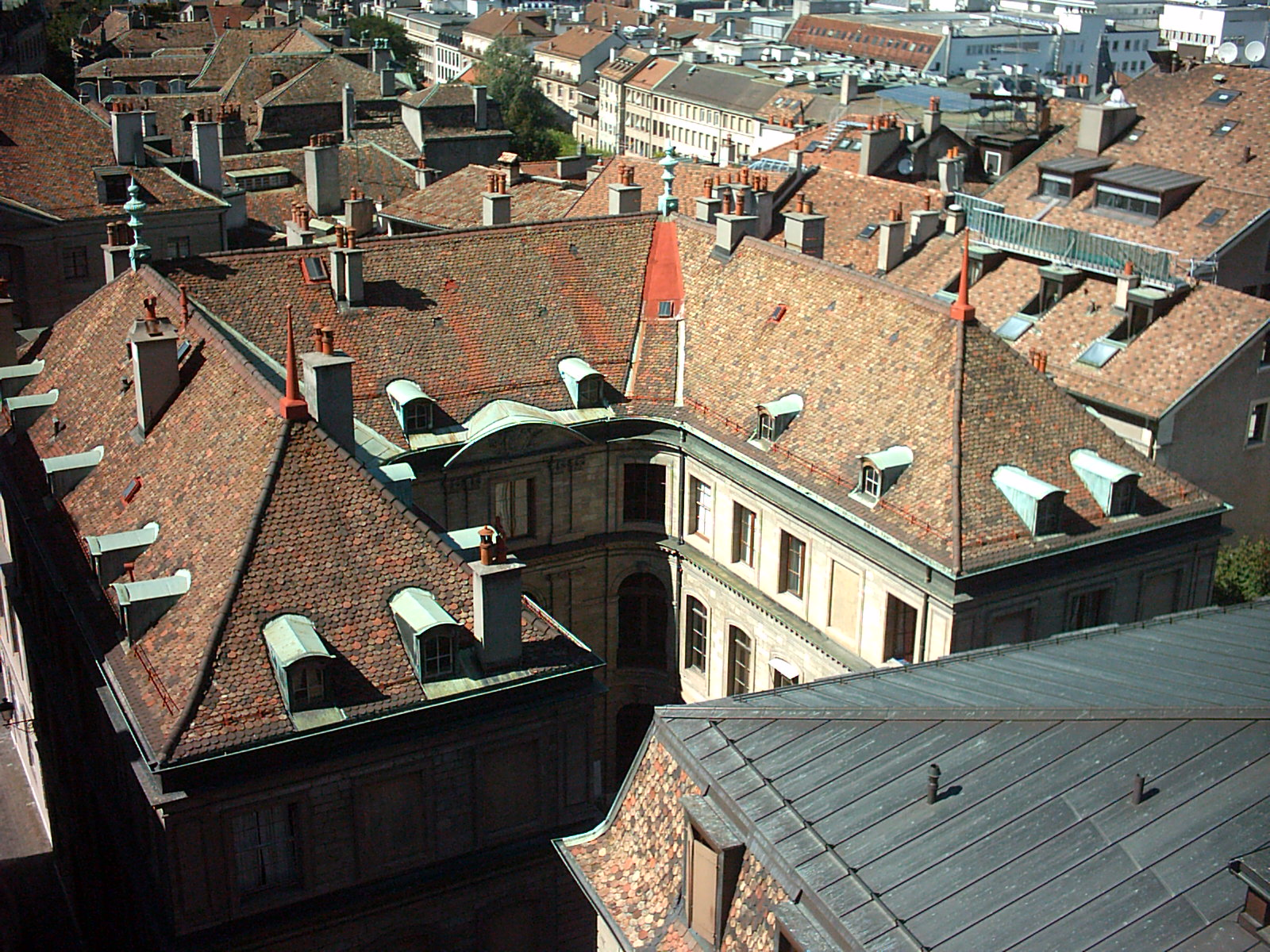
Toits du Musée international de la Réforme.

#### Musées
Le Musée d'art et d'histoire, inauguré en 1910, abrite des collections d'archéologie, de peinture et de sculpture ainsi qu'une partie des arts appliqués. Propriété de la ville de Genève, il est devenu le centre d'un réseau muséographique regroupant notamment :
- le Cabinet des estampes
- le Musée Rath est le premier musée de Suisse à avoir été ouvert au public. Consacré aux beaux-arts, il propose des expositions temporaires d'art suisse et international ainsi que d'archéologie.
- la Maison Tavel, située au numéro 6 de la rue du Puits-Saint-Pierre, constitue la plus vieille maison genevoise encore existante et un exemple d'architecture civile médiévale en Suisse. Elle abrite depuis 1986 un musée de l'histoire urbaine et de la vie quotidienne genevoises.
- la Bibliothèque d'art et d'archéologie.

La vieille-ville abrite également le musée archéologique de la Cathédrale Saint-Pierre, le Musée international de la Réforme de même que l'Espace Rousseau.

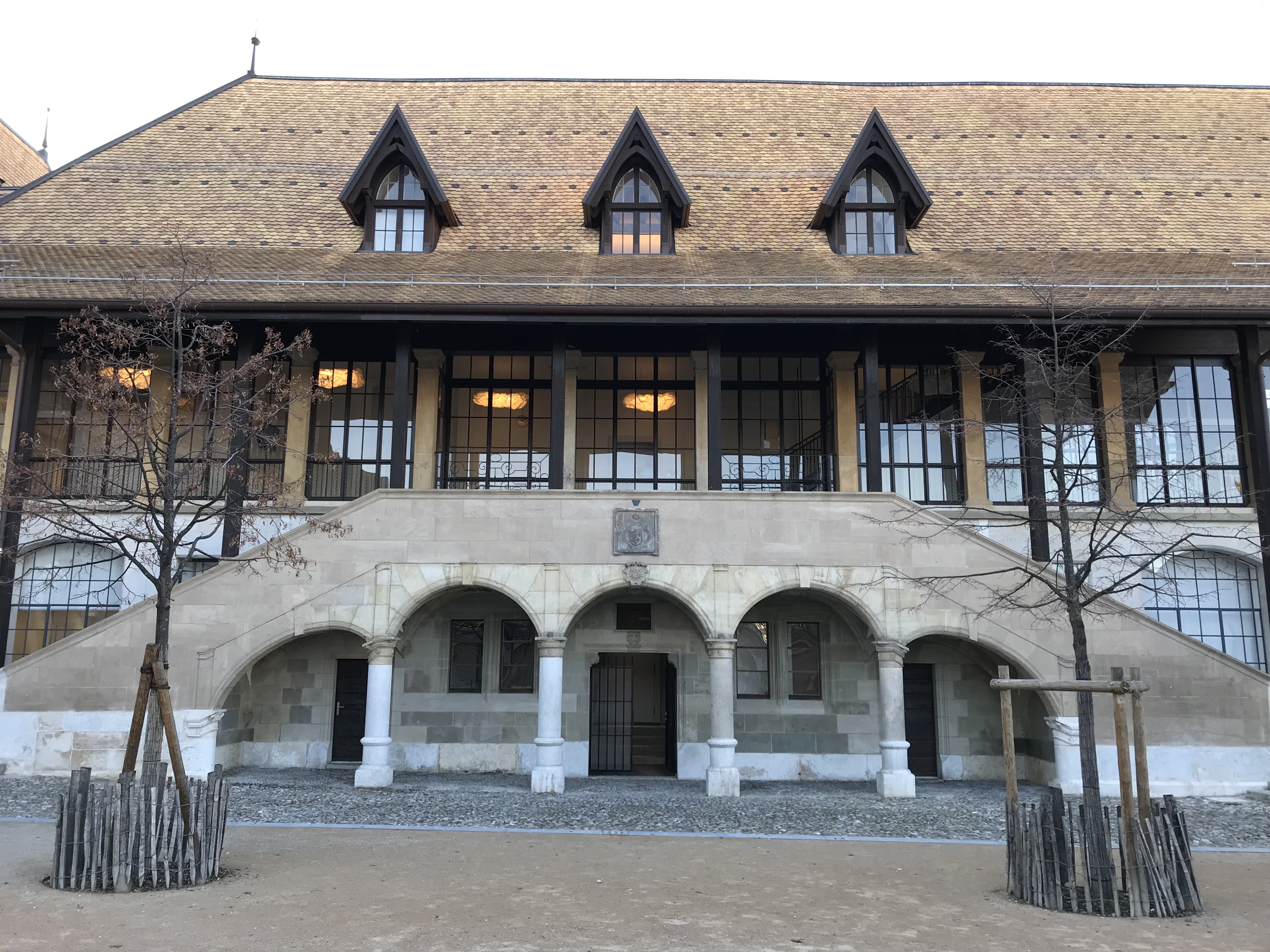
Aile ouest du collège Calvin.

### Collège Calvin
Le collège Calvin est un établissement d'enseignement secondaire situé au numéro 2 de la rue Théodore-de-Bèze. Fondé en 1559 par Jean Calvin, le programme d'enseignement y demeure pratiquement inchangé jusqu'au XIXe siècle. C'est alors que l'enseignement des langues étrangères est introduit et que l'on met fin à la pratique des châtiments corporels. Avec l'introduction de la mixité en 1969, il prend son nom actuel.

## Espaces verts

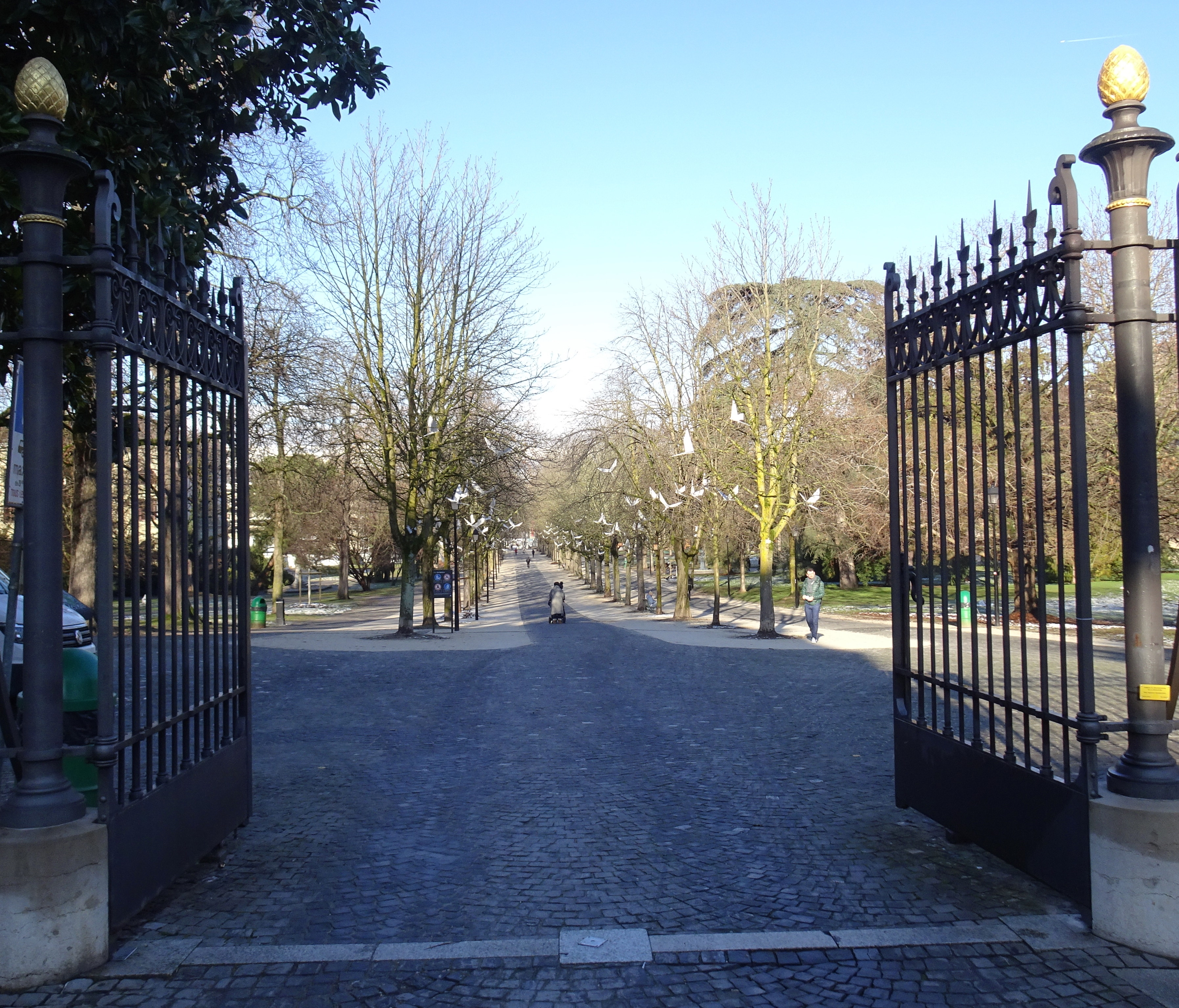
Allée centrale du parc des Bastions.

### Parc des Bastions
Le parc des Bastions couvre une superficie de 64 968 m2 et est très populaire. Il est fréquemment visité par les touristes puisque c'est dans son enceinte que se trouve le Mur des Réformateurs.
Il devient le premier jardin botanique de Genève en 1817 et regroupe aujourd'hui encore de nombreuses variétés d'arbres qui sont étiquetées. En bordure du parc se trouvent le bâtiment le plus ancien de l'université (1873) et le Palais Eynard — construit en 1817 pour un banquier suisse par un architecte florentin — qui accueille le siège du Conseil administratif.
Dans ce parc ont lieu la Fête de la musique en juin et la fête nationale du 1er août (autour d'un feu de joie). C'est aussi le lieu de départ et d'arrivée de la Course de l'Escalade. Toute l'année on peut y jouer avec des échiquiers et un jeu du moulin géants, ou encore au ping-pong. Des installations sont destinées aux enfants (balançoire, cordes à nœuds).
Un kiosque à musique a été construit en 1882 en tant que « Kiosque pour concerts et pavillon d’été, avec salle de rafraîchissements ». En 1897 l’exécutif genevois envisage sans suite de le transformer en serre, ou en orangerie. Un cinématographe s'y trouve de début 1900 jusqu’aux travaux de rénovation de 1924. Une nouvelle rénovation est réalisée en 1985. En 2008 la buvette est transformée en restaurant avec la possibilité de fermer le kiosque avec une verrière amovible. Il a toujours été possible de se restaurer dans ce bâtiment, qui n'a jamais cessé de recevoir occasionnellement des musiciens.

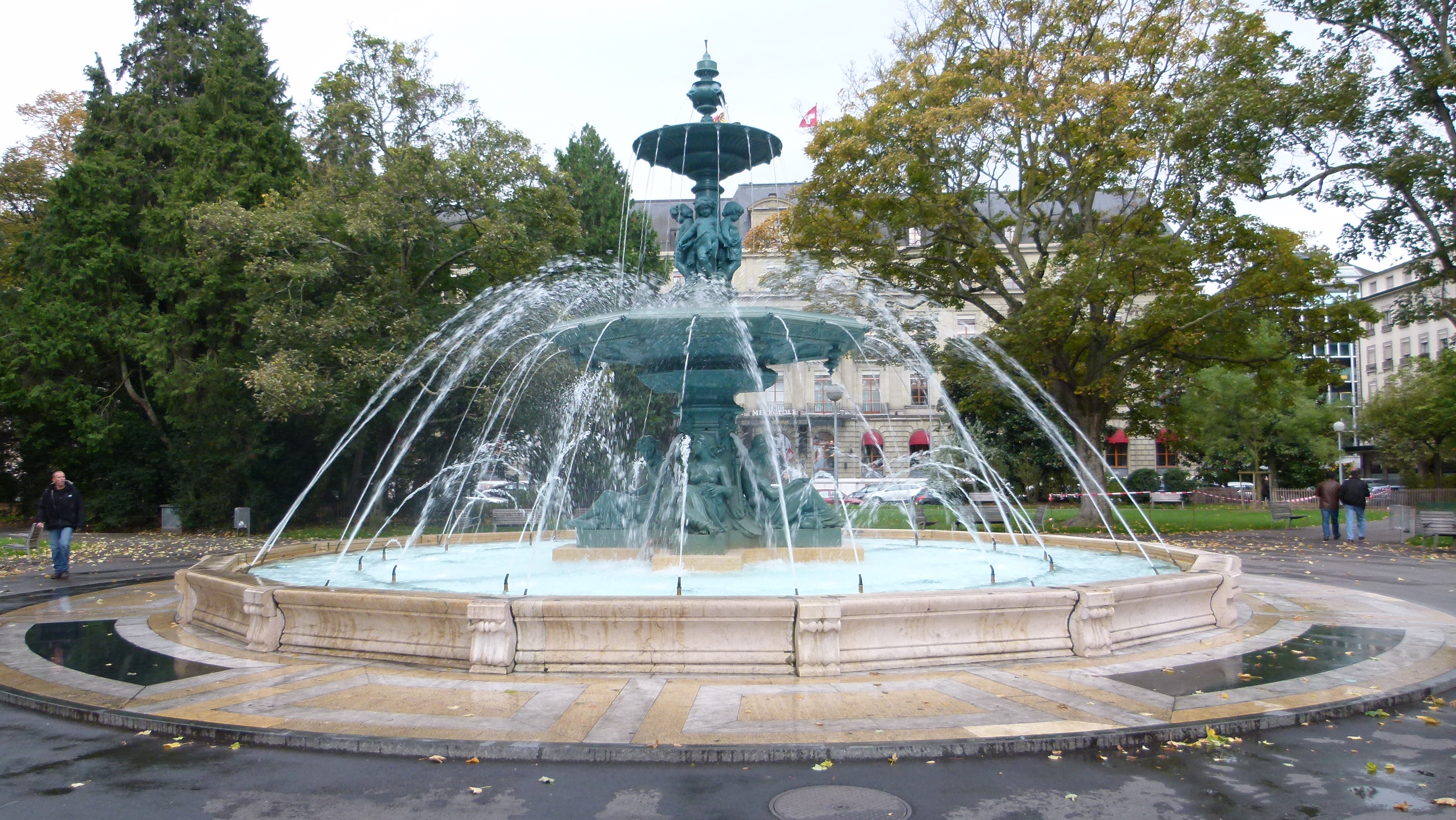
Fontaine des Quatre-Saisons.

### Jardin anglais
Le Jardin anglais est un jardin public situé au bord du lac Léman sur une parcelle gagnée sur le lac dès 1854 en lieu et place des anciennes fortifications. Il est le premier parc genevois aménagé sur le modèle des jardins à l'anglaise. Profitant de la construction du pont du Mont-Blanc en 1862, le Jardin anglais est remodelé et agrandi pour prendre son aspect définitif. En 1870-1871, le Jardin est à nouveau étendu à l'occasion du prolongement du quai des Eaux-Vives (futur quai Gustave-Ador).
En 1857, une fontaine achetée à Paris est installé dans le jardin mais, jugée trop petite, elle est remplacée par l'actuelle fontaine monumentale des Quatre-Saisons en bronze datant de 1862.
À la périphérie occidentale du jardin se trouvent le Monument national inauguré le 7 septembre 1869 et la célèbre horloge fleurie, symbole de l'importance de Genève dans l'horlogerie suisse. On y trouve également un bâtiment classé à l'inventaire et abritant aujourd'hui un restaurant ainsi qu'un square à musique accueillant de nombreux concerts en été.

### Promenades

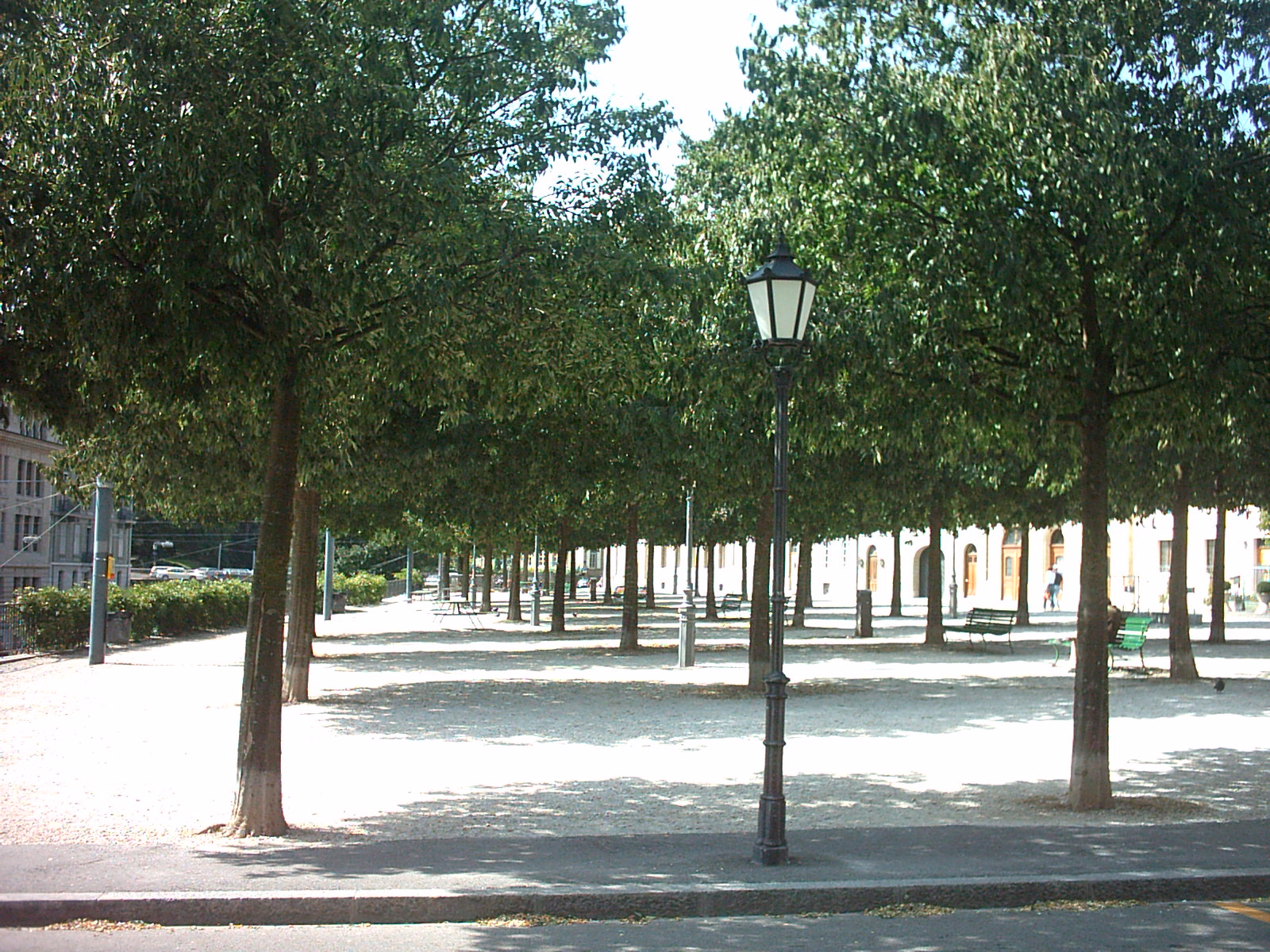
Promenade Saint-Antoine.

#### Treille et Saint-Antoine
La promenade de la Treille est une étroite promenade arborisée coincée entre les hôtels particuliers de la rue des Granges, l'Hôtel-de-Ville et les remparts dominant le parc des Bastions. Elle est notamment connue pour son banc long de 120 mètres et ses marronniers dont l'un sert au sautier pour déterminer le début officiel du printemps. C'est ici que l'on tire au canon, le 31 décembre au matin, en souvenir de la Restauration de la république en 1813 à la suite de l'occupation française. Une statue y rappelle le souvenir de Charles Pictet de Rochemont, chef de la délégation genevoise au Congrès de Vienne de 1815.
La promenade Saint-Antoine, quant à elle, est située sur le terre-plein d'un ancien bastion dominant la partie orientale de la cité.

## Places

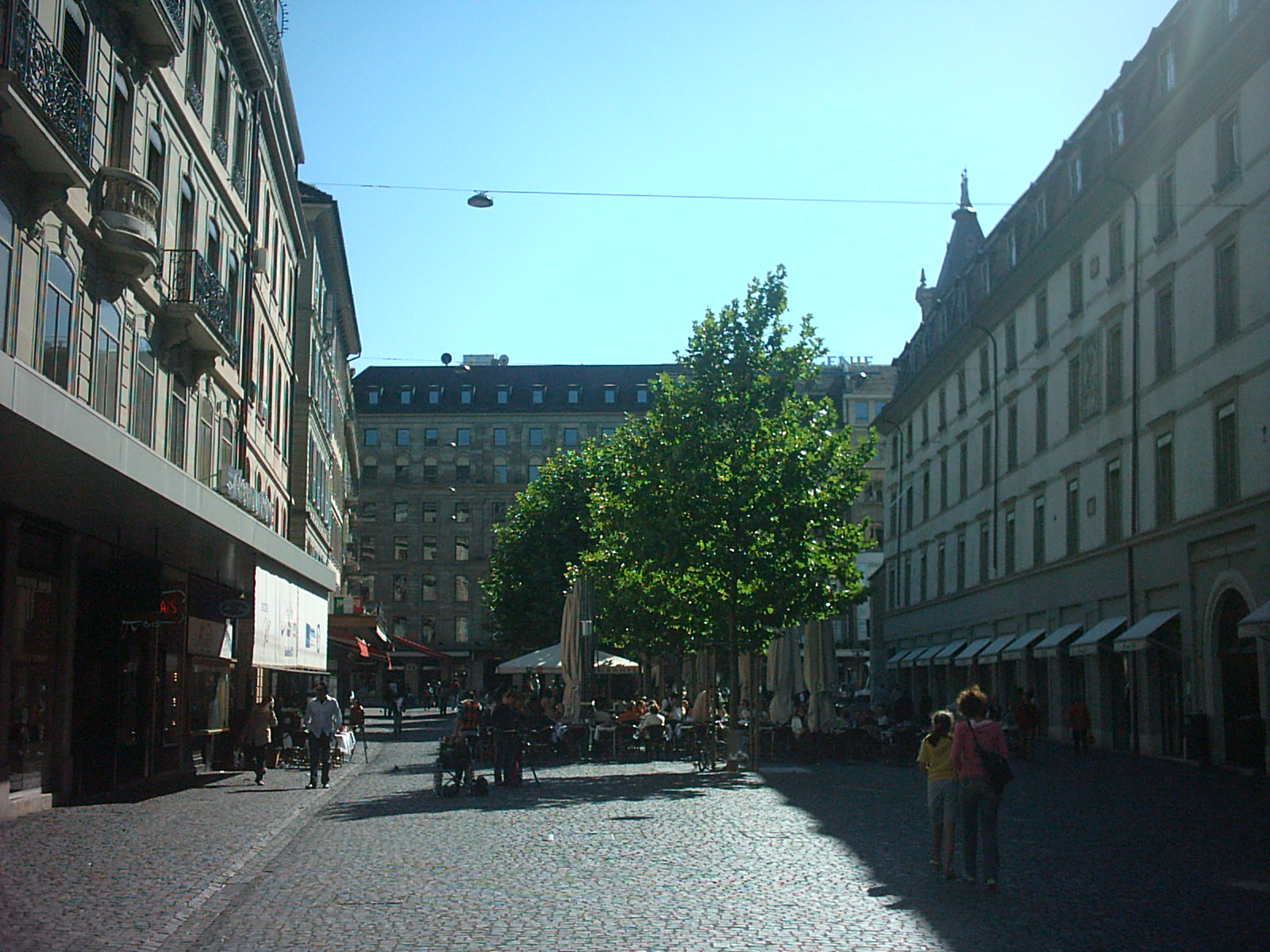
Place du Molard.

### Molard
L'espace de l'actuelle place du Molard a longtemps été occupé par un port ouvert sur le lac Léman. La tour qui domine la place sur son côté septentrional est un ancien ouvrage militaire intégré à l'enceinte qui fermait la ville et protégeait le port au XIVe siècle.
Reconstruite sous sa forme actuelle en 1591, elle est par la suite ornée de frises peintes, d'armoiries des principaux acteurs de l'histoire du Moyen Âge et de la Réforme protestante ainsi que d'une plaque sculptée à la gloire de « Genève, cité de refuge ». Le lac allait jusqu'à son pied et une douve permettait de faire décharger des marchandises. Les Halles du Molard attenantes, édifiées en 1690, servent alors de plate-forme aux échanges de Genève avec le reste du bassin lémanique.
La place, qui est aujourd'hui piétonne et agrémentée d'une fontaine octogonale surmontée d'un obélisque de marbre datant de 1711, fut rénovée en 2004 afin de supprimer les traces des anciennes voies de circulation. À cette occasion, l'artiste genevois Christian Robert-Tissot y installe 1857 pavés lumineux, disposés de manière aléatoire, sur lesquels figurent des formules de politesses rédigées dans les six langues officielles de l'ONU. Durant l'été, plusieurs cafés installent leurs terrasses sur cette place emblématique du centre-ville de Genève.

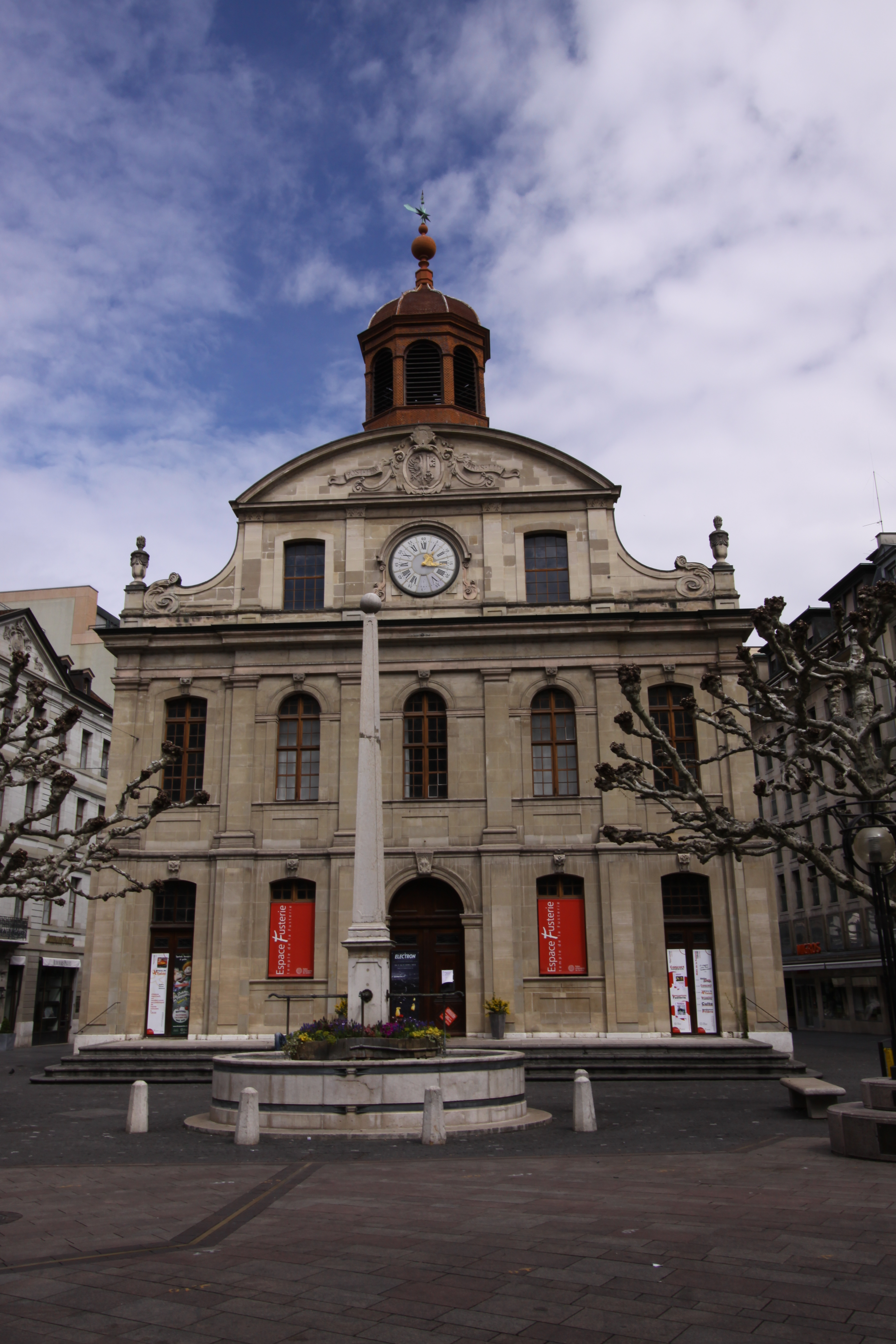
Place et temple de la Fusterie.

### Fusterie
Le quartier de la Fusterie tient son nom des « fustiers », les charpentiers et autres artisans réalisant les fûts pour le vin ou des pièces pour les bateaux. Les pièces de bois (ou « fûts », « fustes ») étaient déchargées jusqu'au XVIIIe siècle sur l'actuelle place du Rhône, toute proche.
À la suite de la révocation de l'édit de Nantes et son flot de réfugiés passant par ou s'établissant à Genève, le besoin de construire un nouveau lieu de culte est exprimé dès 1697. La décision est prise en 1708 et le temple de la Fusterie (ou « Temple neuf ») est construit en 1714 selon les plans de l'architecte français réfugié à Genève Jean Vennes. C'est la première église réalisée en ville de Genève depuis la Réforme.
La place accueille un marché au moins depuis le XVIIIe siècle, les paysans maraîchers de la campagne genevoise et savoyarde viennent y vendre légumes et beurre. Aujourd'hui on trouve les maraîchers sur la place de la Fusterie les mercredis et samedis, ainsi qu'un marché d'artisanat les jeudis et, dès 1994, un marché de bouquinistes les vendredis.
On retrouve le nom de Fusterie dans d'autres villes en Europe comme à Montélimar, Bordeaux ou Avignon.

### Longemalle
L’évêque Robert de Genève acheta en 1278 de Simon, évêque d'Aoste, la maison dite Longimala. Cette maison était pour son usage particulier et celui de ses successeurs. L’achat au prix de 300 livres genevoises concerne aussi les vergers et les bâtiments annexes.
Le « port au bois » se trouvait de 1678 à 1835 à l’extrémité de la place. Un bâtiment dit « la Grenette » a été construit en 1746 pour le marché aux grains (côté rues Basses de la place), il a été détruit. La fontaine octogonale a été construite en 1773.

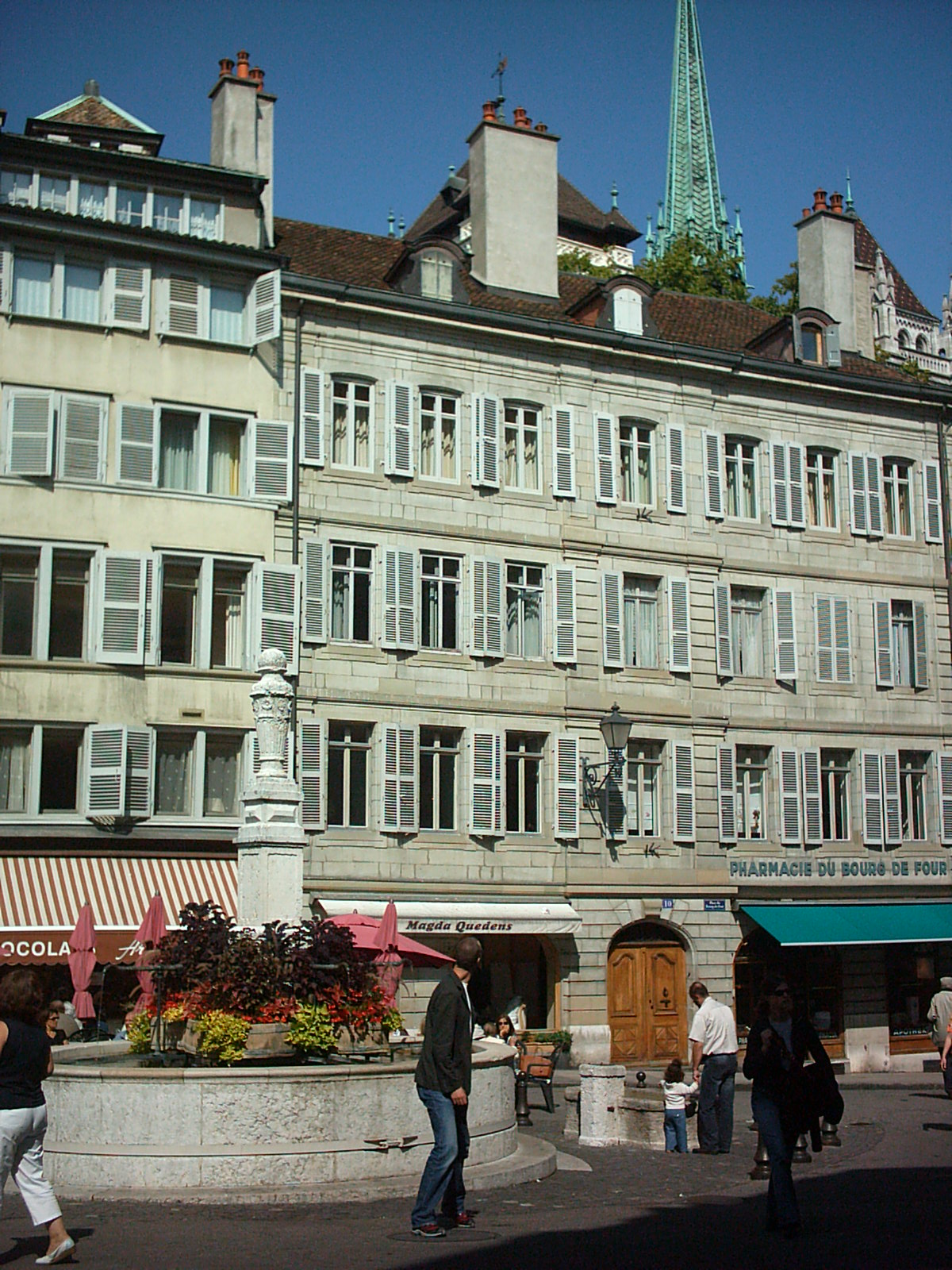
Place du Bourg-de-Four.

### Bourg-de-Four
La place du Bourg-de-Four, établie sur une dénivellation entre le plateau des Tranchées et le sommet de la colline et point de convergence des sentiers de la rive gauche du lac et du delta de l'Arve, constitue le centre du développement de la vieille-ville qui s'étendra progressivement vers les rives du Rhône et du lac Léman. Déjà à l'époque romaine, la place est un lieu de commerce situé à l'extérieur des remparts. Le nom de la place aurait pu venir de sa fonction de forum auquel le mot « four » fait référence.
Rapidement, des faubourgs se créent le long de la voie qui descend au pont du Rhône. Après la chute de l'Empire romain, Genève se retranche derrière une enceinte dont la place se trouve exclue et reste inhabitée jusqu'au Moyen Âge. À partir du XIe siècle, les foires s'installent sur la place bientôt bordée d'hôtels et intégrée dans la ville par l'extension de l'enceinte dans la seconde moitié du XIIe siècle. Avec la Réforme protestante, les populeux faubourgs sont rasés avec leurs églises et couvents et les portes de Saint-Léger, de Saint-Christophe et de Saint-Antoine sont murées en 1564, transformant ainsi le Bourg-de-Four en cul-de-sac. Une partie des immeubles de la place sont surélevés au XVIIe siècle afin d'accueillir les exilés protestants venus de France. D'importants travaux de nivellement entrepris en 1816-1817 au Bourg-de-Four lui donnent sa forme actuelle alors que la démolition des fortifications dès 1848-1850 rétablit les voies d'accès vers le nouveau quartier des Tranchées. En 1856-1857, le Palais de Justice est aménagée sur le flanc oriental de la place qui abritait auparavant un couvent des Clarisses puis un hôpital. Classée en 1929, la place est demeurée intacte au XXe siècle.
Située au cœur du quartier, on y trouve plusieurs exemples d'architecture du XVIe siècle et des constructions cossues des XVIIe et XVIIIe siècles. La fontaine qui occupe son centre date du XVIIIe siècle.

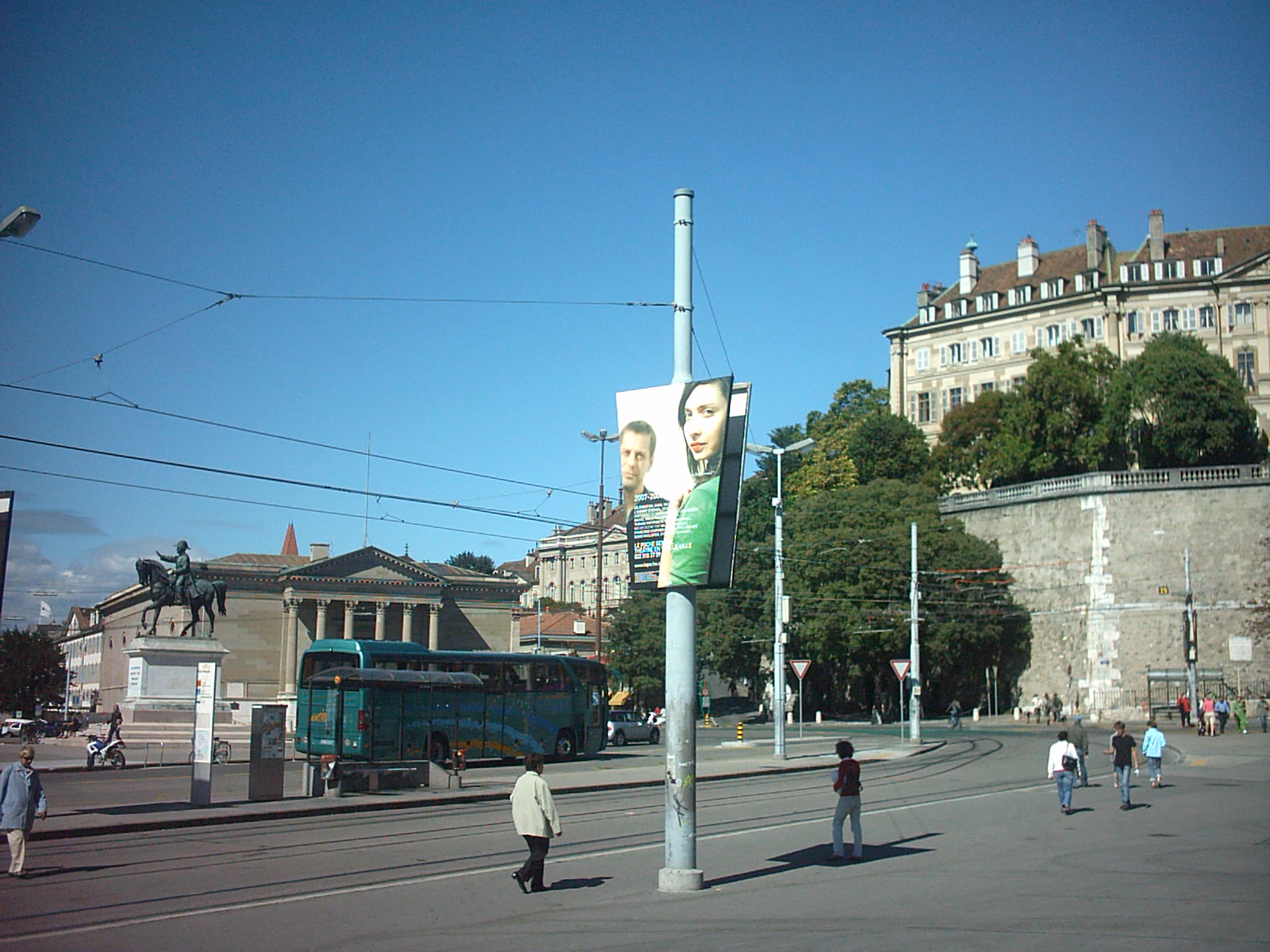
Place Neuve.

### De Neuve
La place Neuve est aménagée au-delà des anciens remparts occidentaux de la vieille-ville à l'emplacement de l'une des portes de la cité médiévale, la porte de Neuve, au débouché de la rampe de la Treille.
Cette place est un haut lieu de la culture genevoise puisqu'elle est bordée par le Conservatoire de musique (1858), le Grand Théâtre (1879) et le Musée Rath (1824).
Une statue équestre érigée au centre de la place en 1884 représente le général Dufour, héros national et premier réalisateur des cartes géographiques de la Suisse. Bordant la place, en contrebas des anciens remparts, le parc des Bastions fut le premier jardin botanique de la ville et reste un havre de paix, notamment pour les étudiants de l'université toute proche.

## Anecdotes
Le passage de Monetier, étroite ruelle permettant tout juste à une personne de marcher, est un chemin secret conçu par les défenseurs des remparts et utilisable autrefois en cas de conflit ou de siège pour acheminer discrètement des renforts. Ce passage accessible par la rue du Perron est fermé au public durant toute l'année et n'est ouvert que durant le week-end de l'Escalade, fête commémorant l'attaque manquée de Genève par le duc Charles-Emmanuel de Savoie, dans la nuit du 11 au 12 décembre.
Des plaques commémoratives se trouvent sur divers immeubles de la vieille-ville en rappel de personnalités ayant vécu ou étant nées dans le quartier dont : 
- le compositeur André Grétry qui a vécu à la Grand-Rue
- l'auteur russe Nikolaï Karamzine qui a séjourné à la Grand-Rue
- le philosophe Jean-Jacques Rousseau qui naît au numéro 40 de la Grand-Rue où se trouve un Espace Rousseau ouvert au public
- l'acteur Michel Simon qui naît le 9 avril 1895 à la Grand-Rue
- Zamenhof, créateur de l'espéranto, de passage à Genève en 1905 (plaque à la rue du Vieux Collège 12, posée en 1934)